# Camp Crook
Camp Crook – miasto w Stanach Zjednoczonych, w stanie Dakota Południowa, w hrabstwie Harding.